# 十裂葵属
十裂葵属（学名：Decaschistia）是锦葵科下的一个属，为草本或灌木植物。该属共有12种，分布于热带亚洲。